# عنتر يغزو الصحراء (فلم)
عنتر يغزو الصحراء هو فيلم مصري عرض عام 1960، بطولة فريد شوقي وكوكا، ومن إخراج نيازي مصطفى.

## قصة الفيلم
يطرد الأب شداد أحد كبراء قبيلة بنى عبس ابنه عنترة كي يرعى الأغنام مع العبيد لأنه أسود، يرفض الاعتراف بأبوته، فأمه عبدة حبشية، يحس عنترة بالحزن، فهو بلا أب، كما أنه لم يتزوج من ابنة عمه عبلة، تتعرض قبيلة بنى عبس للغزو من إحدى القبائل، يستنجد رجال القبيلة بعنترة في مقابل تزويجه من عبلة.

## طاقم التمثيل
- فريد شوقي
- كوكا
- مريم فخر الدين
- ناهد شريف
- نجاح سلام
- سعيد أبو بكر
- نور الدمرداش
- برج فازيليان
- رفيق السبيعي
- فرج النحاس
- عبد العليم خطاب
- محمود سعيد
- طلحت حمدي
- نزار فؤاد
- إبراهيم مرعشلي
- آمال رمزي
- محمد أباظة
- كنعان وصفي
- محمد سلطان
- محمد الحلو
- عبد الخالق صالح
- باهر السيد
- سيد العربي
- محمود رشاد
- نعيمة الصغير
- نصر سيف
- بهية أمير
- نوال هاشم
- أنور الخوام
- فوقية منصور

## فريق العمل
- إخراج: نيازي مصطفى
- قصة: صبحي النوري
- سيناريو: نيازي مصطفى، عبد العزيز سلام
- حوار: عبد العزيز سلام
- مدير التصوير: إبراهيم شامات
- مونتاج: جلال مصطفى
- إنتاج: أفلام الأندلس اللبنانية
- توزيع: أفلام الأندلس اللبنانية
- موسيقى تصويرية: سيد مكاوي